# Erebia rachlini
Erebia rachlini är en fjärilsart som beskrevs av Herrich-Schäffer. Erebia rachlini ingår i släktet Erebia och familjen praktfjärilar. Inga underarter finns listade i Catalogue of Life.